# Єдиноборство

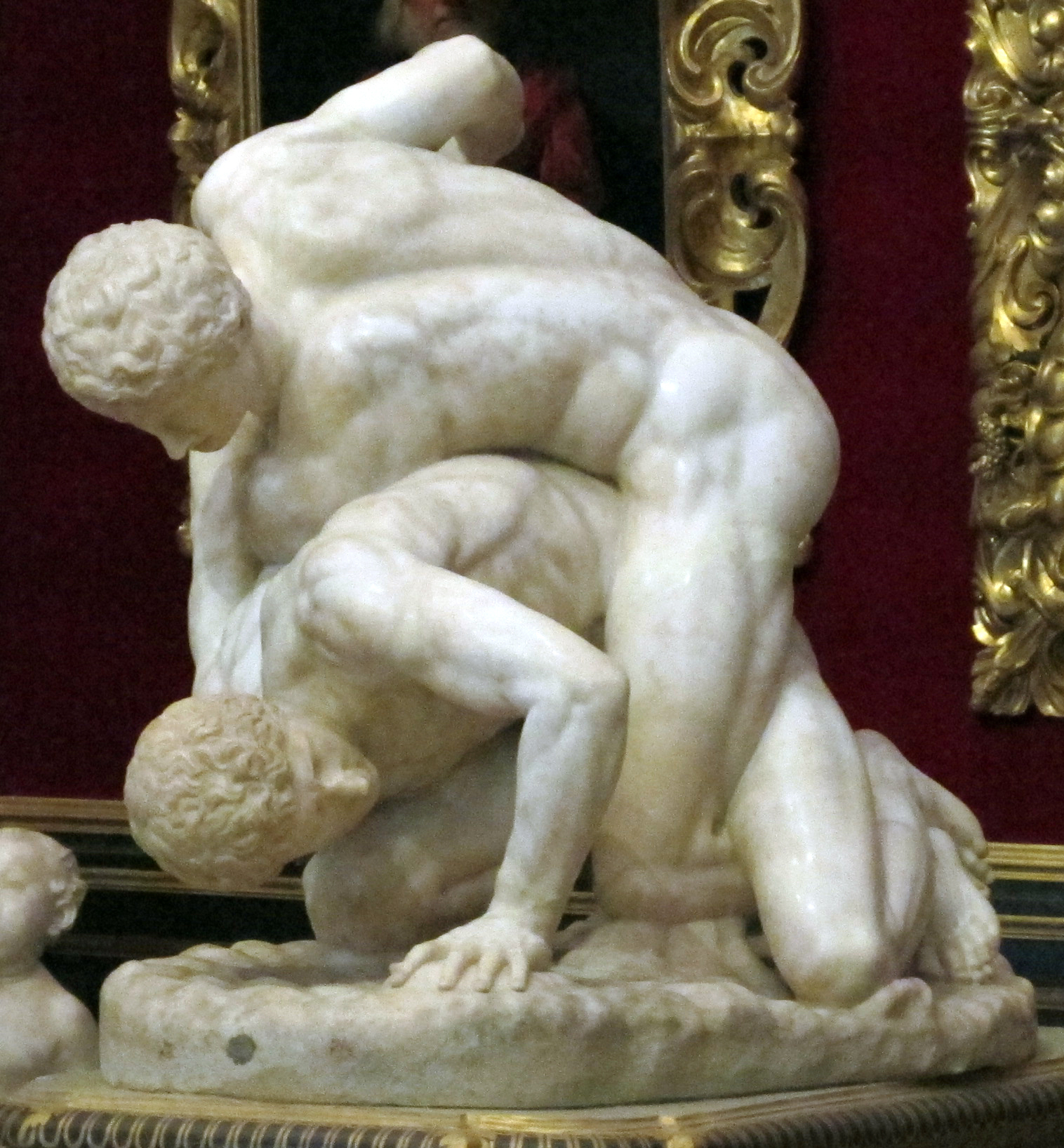
Римська копія втраченої давньогрецької статуї, що зображує панкратіон.

Єдиноборство (іноді одноборство) — 
- бій, боротьба сам на сам між двома противниками, поєдинок.[2]
- види спорту в яких два учасники фізично змагаються один з одним, сам на сам; діючи в рамках обумовлених правил вони проводять різні прийоми з метою завдати супернику максимальної фізичної шкоди або поставити його в невигідне становище, а також захищаються від аналогічних прийомів суперника.[3]

В спортивних єдиноборствах існують чітко визначені правила проведення бою, що покликані звести травматизм до мінімуму. Учасник може перемогти в поєдинку достроково завершивши його або набравши більше балів ніж опонент у підсумку.
До найпоширеніших єдиноборств входять: змішані бойові мистецтва, бокс, боротьба, дзюдо, фехтування, сават, кікбоксинг, тайський бокс (муай тай), бірманський бокс (летвей), саньда, тхеквондо, капоейра, бразильське джіу-джитсу, історичний середньовічний бій, самбо, сумо, кіокушинкай, кудо (Дайдо Дзюку).

## Список єдиноборств

### Без зброї

#### Ударні
- Бокс (English boxing)
  - Історичний грецький кулачний бій
  - Історичний російський кулачний бій
  - Історичний англійський бокс без рукавиць
  - Сучасний аматорський бокс
  - Сучасний професійний бокс
  - Кікбоксинг (за європейськими, американськими чи К1 правилами) і аналогічні стилі
    - Сават (французький кікбоксинг)
    - Саньда (китайський кікбоксинг)
    - Муай тай (тайський бокс)
- Карате
- Тхеквондо (за правилами всесвітньої федерації тхеквондо і міжнародної федерації Таеквон-До)

#### Захватні
- Боротьба з прийомами захвату, клінчу, збивання з рівноваги
  - Давньогрецька боротьба
  - Пляжна боротьба
  - Дзюдо (олімпійське)
  - Вільна боротьба
  - Греко-римська боротьба
  - Колегійна боротьба та схоластична боротьба
  - Спортивне самбо
  - Сумо
- Боротьба на підкорення:
  - Бразильське джіу-джитсу
  - Бразильське luta livre
  - Дзюдо (олімпійське дзюдо, дзюдо Косен)
- Традиційна боротьба (численні народні стилі в різних країнах світу)
  - Кетч
  - Реслінг (у формі театральної постановки)

#### Змішані
- Дамбе (традиційний спорт, схожий на бокс з елементами боротьби у народу Хауса)
- Панкратіон
- Самбо
- Кудо (Дайдо Дзюку)
- Валі туду
- Саньда
- Змішані бойові мистецтва

### Зі зброєю
- з холодною зброєю
  - Мензура
  - Кендо
  - Фехтування
  - Історичне фехтування
  - Історичний середньовічний бій
- на палицях
  - Квотерстаф
  - Сінглстік